# 카메라맨 (영화)
카메라맨(The Cameraman)은 미국에서 제작된 에드워드 세드윅, 버스터 키튼 감독의 1928년 코미디, 멜로/로맨스, 가족 영화이다. 버스터 키튼 등이 주연으로 출연하였고 버스터 키튼 등이 제작에 참여하였다.
2005년, 이 영화는 미국 국립영화등기부에 추가되었다.

## 출연

### 주연
- 버스터 키튼

### 조연
- 마셀라인 데이
- 해롤드 굿윈
- 시드니 브래시
- 해리 그리븐

## 제작진
- 의상: 데이비드 콕스

## 같이 보기
- 버스터 키턴의 작품 목록